# Иляз паша Дибра
Иляз (Иляс) паша Чоку Гропай, известен като Дибра (на албански: Iljaz/Iljas Pashë Çoku/Qoku Gropaj Dibra), е албански общественик, едър феодал и политик, деец на Албанското възраждане.

## Биография
Роден е в Дебър, тогава в Османската империя, откъдето идва и прякорът му Дибра (Дебърски). Произхожда от големия род Чоку от Клабучища, Дебърско. Иляз е едър феодал в Дебърско и става бей, а след това паша. На 10 юни или на 14 октомври 1878 година е избран за председател на събранието на Призренската лига, на който пост остава до 10 ноември 1880 година.
Негов внук е албанският политик Хамди Охри.